# Madygenerpeton
Madygenerpeton pustulatus
Genre
Genre
Madygenerpeton est un genre éteint d'animaux reptiliomorphes de la famille des Chroniosuchidae, découvert dans des sédiments du Trias moyen et supérieur de la formation géologique de Madygen au Kirghizistan.
Ce genre n'est représenté que par une seule espèce, Madygenerpeton pustulatus, décrite en 2010 par Rainer R. Schoch (d), Sebastian Voigt (d) et Michael Buchwitz (d).

## Publication originale
- (en) Rainer R. Schoch, Sebastian Voigt et Michael Buchwitz, « A chroniosuchid from the Triassic of Kyrgyzstan and analysis of chroniosuchian relationships », Zoological Journal of the Linnean Society, Linnean Society of London et OUP, vol. 160, no 3,‎ 26 octobre 2010, p. 515-530 (ISSN 1096-3642 et 0024-4082, OCLC 01799617, DOI 10.1111/J.1096-3642.2009.00613.X, lire en ligne).